# Poljudna povest
Poljudna povest je izraz za moralno spodbudno slovensko pripovedno prozo za neizobraženega bralca 19. in 20. stol. Danes izraz ne obstaja več. Namesto tega izraza se uporablja množična literatura. V 19.stoletju je bil v veljavi izraz ljudska literatura, ker pa je v fokloristiki izraz pomenil literaturo neznanega avtorja, se je v literarni zgodovini namesto izraza ljudska začel uveljavljati izraz poljudna povest. Zahteve po takšnem tipu povesti so se pojavile v potopisu Popotovanje iz Litije do Čateža (1858) in pri Mohorjevi družbi, zlasti z izdajo Slovenske večernice.

## Razvoj izraza
Od sedemdesetih let 19.stol. je bila poljudna povest uveljavljena zlasti v sintagmi ljudska povest. Ljudska povest (ljudska igra) je v nasprotju z ljudskim slovstvom avtorska literatura, ki je izrecno namenjena in prilagojena manj zahtevnemu bralcu/gledalcu. To ne pomeni, da mora avtor za vsako ceno znižati estetsko raven besedila, kakor se to najpogosteje pojmuje, marveč da se prilagodi okusu, ki zahteva nazornost in čim manj abstraktnosti; tudi snov mora biti krajevno in zgodovinsko domača.

## Poljudna in kmečka povest priMohorjevi družbi
Kmečka povest je bila od 80. let dvajsetega stoletja prevladujoči žanr mohorjanske proze. Tako kot je tip mohorjanske poljudne povesti usodno vplival na razvoj slovenske povesti v celoti, tako je zaradi velikega števila kmečke povesti pri Mohorjevi družbi ta žanr postal sinonim mohorjanski poljudni povesti. 
O poljudni povesti so slovenski literarni programatiki največ pisali v tridesetih letih. Kritike s katoliškega nazorskega brega so motile pri poljudni povesti samo oblikovne pomanjkljivosti, vzgojnost ali tendenčnost pa so imeli za njen legitimni del, saj poljudne povesti niso razumeli kot določen snovni, pač pa kot nazorski, socialni tip povesti.

## Značilnosti
Model ljudske oziroma poljudne povesti vsebuje naslednje temeljne prvine: poleg slikovite in zanimive zgodbe iz slovenske preteklosti mora pripoved vsebovati tudi dovolj tehten pouk, biti mora vzgojna – predvsem versko, kasneje tudi narodno. Prav takšna zahteva po vzgojnosti in poučnosti je v večerniški povesti prikazala nekatere pripovedne postopke, ki jih literarna kritika ne ceni preveč. Poljudna povest posega predvsem v čase turških vpadov, Jurčičev Jurij Kozjak je bil deležen prve mohorjanske nagrade za ustrezno povest; Sketova Miklova Zala pa je med najbolj znanimi primeri slovenske večerniške povesti.